# O Grande Desafio de Vôlei – Brasil X URSS
O Grande Desafio de Vôlei – Brasil X URSS foi uma partida amistosa de voleibol em uma quadra montada no estádio do Maracanã, com recorde de público até hoje para um esporte Olímpico, senão o futebol, seja a céu aberto, seja no interior de ginásios poliesportivos: 95.887 pagantes.
Até então, o maior número de pessoas reunidas pelo chamado esporte amador tinha sido de 90 mil espectadores, que assistiram à abertura dos Jogos Olímpicos de Tóquio, em 1964.
É considerada pela FIVB uma das mais importantes partidas da história do vôlei e um ponto de inflexão no voleibol do Brasil.

## A partida
Após conquistar uma inédita medalha de prata no Campeonato Mundial de Voleibol Masculino de 1982, disputado em Buenos Aires, o Brasil entrava para valer no cenário do vôlei internacional. A CBV, então, firmou uma parceria com a empresa de marketing esportivo Promoção, do publicitário José Estevão Cocco, do narrador Luciano do Valle e do publicitário José Francisco Coelho Leal (Quico), que passou a realizar eventos promocionais para o vôlei brasileiro. Assim, em 1983, a CBV convida a então seleção da União Soviética, campeã Olímpica e Mundial, para uma série de quatro jogos amistosos, a serem realizados nas cidades de São Paulo, Recife, Vitória e Rio de Janeiro.
Após a confirmação dos amistosos, pesquisou-se o melhor período para a realização do jogo do Rio de Janeiro que seria a realizado no estádio do Maracanã (o primeiro envolvendo equipes de nível mundial a céu aberto). Todas as pesquisas indicaram o mês de julho como o de menor índice pluviométrico dos últimos 10 anos na cidade do Rio de Janeiro.
A princípio, a partida do Rio de Janeiro havia sido marcada para o dia 17 de julho de 1983 às 21h30. Porém, o jogo teve de ser adiado devido à forte chuva que caia sobre a cidade. Assim, a 4a e última partida amistosa foi remarcada para o dia 26 de julho de 1983. Mesmo com o novo dilúvio que caia, a partida não pôde ser remarcada, pois a seleção soviética tinha compromissos na Europa.
Assim, a partida teve de ser realizada na noite chuvosa do dia 26 de julho de 1983. A quadra foi montada no centro do gramado. Ainda no primeiro set, uma forte chuva interrompeu o jogo. Viacheslaz Platonov, técnico do time do Leste Europeu, teve a ideia de pegar os tapetes que iam do vestiário até a quadra para forrar a quadra e continuar a partida. Uma fita de esparadrapo larga foi usada para fazer a marcação da linha dos 3 metros e do fundo da quadra. Além disso, sempre que a quadra ficava molhada, os jogadores enxugavam o chão com as próprias toalhas.
O jogo - transmitido ao vivo no Brasil pela Rede Record, nos Estados Unidos pela Rede ABC, e na Inglaterra pela BBC de Londres - pode ser considerado o marco inicial que ajudou na popularização do voleibol no Brasil e transformou a modalidade no segundo esporte mais popular no país.

## A Quadra
A quadra foi montada no centro do gramado do Maracanã por cerca de 200 profissionais, como carpinteiros, marceneiros, eletricistas, e carregadores, liderados por Mário Marcos Girello - o Maraco - e apoiados por caminhões e até helicópteros. Em pouco mais de 24 horas estava armada a quadra, feita de material sintético cor de laranja sobre um tablado de 1.500 metros quadrados. Como estava proibido esburacar o sagrado gramado, durante semanas, os engenheiros da empresa Rohr desenvolveram sistemas de encaixes para montar a quadra e as hastes da rede. As marcações da quadra foram feitas com fita adesiva branca

## Ficha técnica
| 26 de Julho de 1983 21:00 Relatório: Detalhes Relatório | Seleção Brasileira | 3–1   | Seleção Soviética | Maracanã, Rio de Janeiro Público: 95.887 Árbitro(s): Eduardo Guimarães Alcantara |
| 26 de Julho de 1983 21:00 Relatório: Detalhes Relatório | 14                 | Set 1 | 16                | Maracanã, Rio de Janeiro Público: 95.887 Árbitro(s): Eduardo Guimarães Alcantara |
| 26 de Julho de 1983 21:00 Relatório: Detalhes Relatório | 16                 | Set 2 | 14                | Maracanã, Rio de Janeiro Público: 95.887 Árbitro(s): Eduardo Guimarães Alcantara |
| 26 de Julho de 1983 21:00 Relatório: Detalhes Relatório | 15                 | Set 3 | 07                | Maracanã, Rio de Janeiro Público: 95.887 Árbitro(s): Eduardo Guimarães Alcantara |
| 26 de Julho de 1983 21:00 Relatório: Detalhes Relatório | 15                 | Set 4 | 10                | Maracanã, Rio de Janeiro Público: 95.887 Árbitro(s): Eduardo Guimarães Alcantara |
| 26 de Julho de 1983 21:00 Relatório: Detalhes Relatório | Set 5              |       |                   | Maracanã, Rio de Janeiro Público: 95.887 Árbitro(s): Eduardo Guimarães Alcantara |

| Cores do Time · Cores do Time · Cores do Time · Cores do Time · Cores do Time · Brasil | Cores do Time · Cores do Time · Cores do Time · Cores do Time · Cores do Time · União das Repúblicas Socialistas Soviéticas |

## Recordes
- Recorde de público numa partida a céu aberto: 95.887 pagantes

## Na mídia
- Fatos sobre esta partida são contados no documentário Geração de Prata - O Divisor de Águas do Vôlei Brasileiro, de Paulo Roscio, que, em 52 minutos, reconstrói momentos marcantes da história do voleibol nacional.[11][12]
- Em 2008, comemorando os 25 anos deste jogo, foi lançado o livro "Vôlei Brasil – História dos Vencedores sob o Foco do Marketing Esportivo" (autoria de José Estevão Cocco) que tem como pano de fundo esta partida, e explica como o marketing esportivo impulsionou a modalidade rumo ao segundo posto na preferência do público, quebrando o monopólio do futebol.[13][14]
- No dia 3 de março de 2011, o programa Band Classicos exibiu o programa "1983: ano em que o vôlei brasileiro nasceu para o mundo" que conta como esta partida mudou os rumos do vôlei brasileiro.[15]
- Ainda em 2011, a Revista Monet fez a enquete "Quais foram os 100 maiores momentos da TV?" onde, em votação aberta on-line, seus leitores escolheram os momentos que tiveram maior impacto no mundo e na sociedade brasileira. Esta partida ficou ranqueada na 90a posição.[16]

## Ver Também
- Geração de Prata